# グリード FROM THE DEEP
『グリード FROM THE DEEP』（原題: 食人虫、英題: Bugs）は2014年の中国映画。

## あらすじ
クルージングを楽しんでいたパーティーの主催者であるケヴィンと取り巻きの若者たちは、タンカーに潜入し、船内を支配していた新種生物に襲われ、脱出を試みるも…。

## スタッフ
- 監督 - イエン・ジア
- 脚本 - アガン
- 製作 - ヤン・チュン、リウ・シャオミン、リウ・シャオグァン
- 撮影 - ン・キンマン
- 編集 - ジン・リャンリャン

## キャスト
- フェイ - シア・ジートン
- マン・チー - ジャン・ズーリン
- チャン - エリック・ワン
- ケヴィン - ディン・チュンチェン